# فيتور بابتيستا
فيتور بابتيستا (بالبرتغالية: Vitor Baptista‏) هو سائق سيارة سباق برازيلي، ولد في 20 مارس 1998 في ساو باولو في البرازيل.

## وصلات خارجية
- فيتور بابتيستا على موقع DriverDB.com (الإنجليزية)